# Claude Onesta

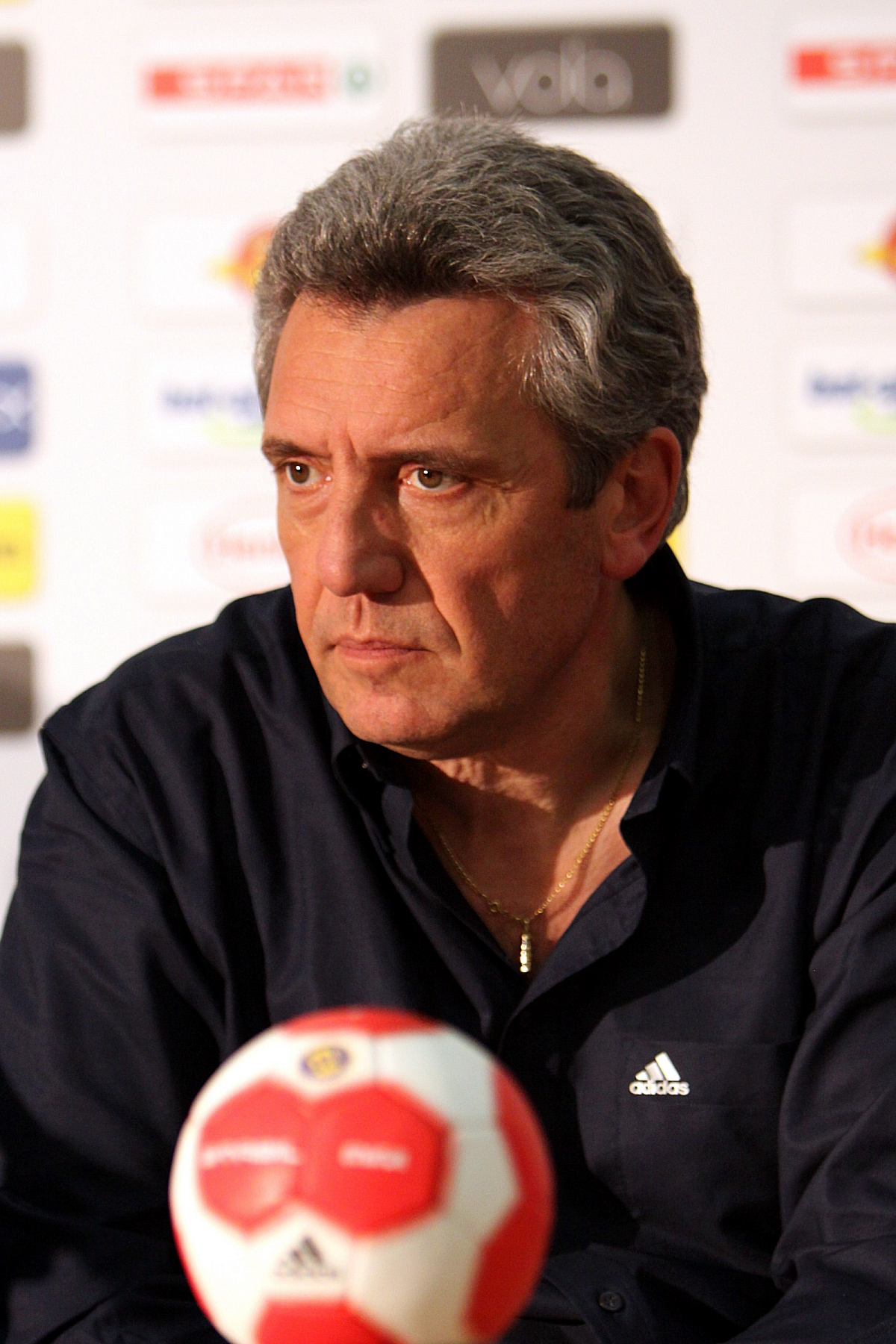
Claude Onesta

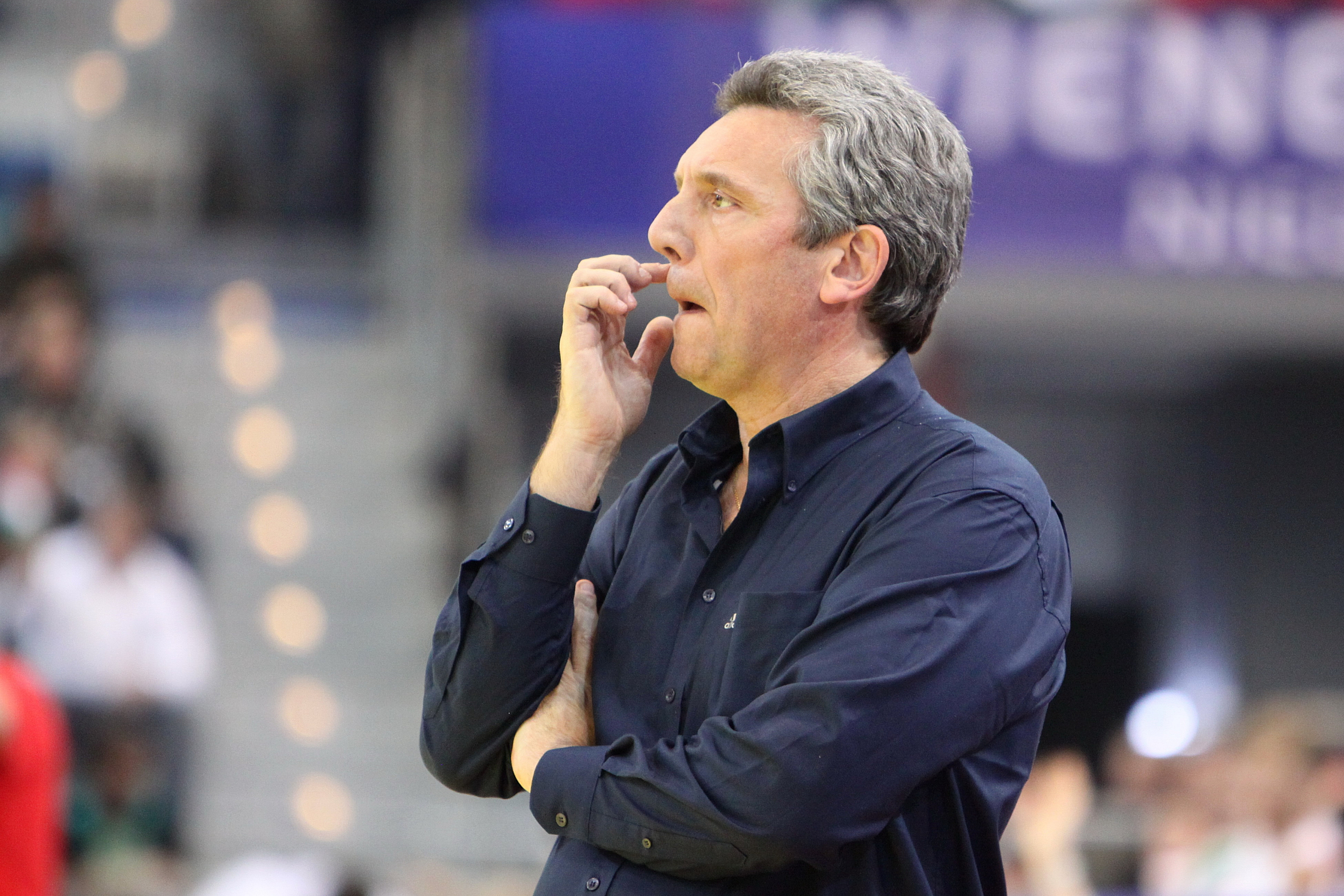
Claude Onesta bei der Handball-EM 2010

Claude Onesta (* 6. Februar 1957 in Albi) ist ein ehemaliger französischer Handballspieler und war von 2001 bis 2016 Trainer der französischen Handballnationalmannschaft und ist derzeit Manager des französischen Handballverbandes. Er ist mit insgesamt acht Goldmedaillen, die er innerhalb von neun Jahren bei Handballgroßereignissen gewinnen konnte, der bisher erfolgreichste Nationaltrainer der Handballgeschichte. Zudem ist er der einzige Trainer, der gleichzeitig alle drei großen Titel (Olympiasieg, Welt- und Europameisterschaft) hielt, dies gelang ihm zweimal.

## Laufbahn

### Spieler
Ab dem elften Lebensjahr spielte Onesta in der Jugend bei ASEAT / Stade toulousain / Sporting Toulouse 31, heute Toulouse Handball. Er blieb dem Verein als Spieler bis 1987 erhalten. Danach war er bis 2001 Trainer der Mannschaft. Mit der Mannschaft wurde er 1998 Pokalsieger und 1999 Zweiter im Pokalwettbewerb. In der EHF Champions League kam er mit Toulouse 1999 ins Halbfinale.

### Nationaltrainer Frankreichs
2001 wurde Onesta dann Nachfolger von Daniel Costantini, als Trainer der französischen Handballnationalmannschaft. Mit seiner Mannschaft konnte er in den folgenden Jahren alle wichtigen Titel im Welthandball mehrfach gewinnen und sogar ein historisches Triple schaffen, als er zwischen 2008 und 2010 in Folge mit seiner Mannschaft Olympiasieg, Weltmeisterschaft und Europameisterschaft gewinnen konnte. Zuvor errang er 2006 bereits einmal die Handball-EM mit der französischen Auswahl. Nach dem Russen Wladimir Salmanowitsch Maximow ist Onesta erst der zweite Trainer, der es mit einer Nationalmannschaft schaffte, alle drei großen Titel mindestens ein Mal zu gewinnen. Diese Serie konnte er mit dem erneuten Gewinn der Weltmeisterschaft im Jahr 2011 weiter ausbauen, als das französische Team im Finale Dänemark nach Verlängerung bezwingen konnte. Es war zudem das erste Mal seit 1974, dass eine Nation den Weltmeister-Titel erfolgreich verteidigen konnte.
Diese Erfolgsserie riss während der Europameisterschaft 2012, als das französische Team die Hauptrunde nicht überstand und sich somit nicht für das Halbfinale qualifizieren konnte. Es war das erste Mal seit der Europameisterschaft 2004, dass das französische Team unter Onesta ein Halbfinale verpasst hat. Das nächste Handball-Großereignis, Olympia 2012 in London, gewannen die von Onesta trainierten Franzosen aber wieder. Sie bezwangen im Finale die schwedische Auswahl mit 22:21 Toren und sicherten sich somit zum zweiten Mal nach 2008 die Goldmedaille.
Nach einer eher enttäuschenden WM 2013 mit dem Viertelfinal-K. o. gegen Kroatien konnte sich Onestas Team bei der darauf folgenden EM 2014 rehabilitieren und bezwang den Gastgeber Dänemark im Finale mit 41:32 Toren. Bei der darauffolgenden WM in Katar 2015 konnte er mit der französischen Auswahl erneut eine Weltmeisterschaft erringen und war damit zum zweiten Mal in seiner Karriere gleichzeitig Welt-, Europa- und Olympiasieger. Es war Onestas achter wichtiger Titel, den er innerhalb von neun Jahren feiern konnte.
Bei der EM 2016 verlor sein Team das letzte Hauptrundenspiel gegen Norwegen mit 24:29 Toren und verpasste somit den Halbfinaleinzug. Bei den darauf folgenden olympischen Spielen in Rio zog sein Team erneut ins Finale ein, verlor dort aber gegen Dänemark und konnte den Titel von 2008 kein zweites Mal verteidigen.

## Sonstiges
Im September 2016 gab Onesta sein Traineramt der französischen Nationalmannschaft ab, sein Nachfolger wurde Didier Dinart, den er zuvor selbst jahrelang trainiert hat und der später sein Assistent wurde. Onesta bleibt dem Verband aber als Manager erhalten.
Nach der Halbfinal-Niederlage Frankreichs gegen Deutschland bei der Weltmeisterschaft 2007 in Deutschland kritisierte Onesta – ähnlich wie der slowenische Trainer Kasim Kamenica und der spanische Coach Juan Carlos Pastor – die Schiedsrichterleistung und erhob sogar Betrugsvorwürfe. Das Verhältnis zu seinem ehemaligen deutschen Kollegen Heiner Brand ist seither sehr unterkühlt.
Onesta ist verheiratet und hat zwei Kinder. Er ist ein Cousin des Politikers Gérard Onesta.
Im Mai 2024 trug er im Vorfeld der Olympischen Spiele in Paris die olympische Fackel auf der neunten Etappe durch Haute-Garonne.

## Erfolge
- Weltmeister 2009, 2011 und 2015
- Europameister 2006, 2010 und 2014
- Goldmedaille bei den Olympischen Sommerspielen 2008 in Peking und 2012 in London
- Silbermedaille bei den Olympischen Sommerspielen 2016 in Rio de Janeiro
- 3. Platz bei der EM 2008
- 3. Platz bei der WM 2005
- 3. Platz bei der WM 2003